# Saint-Franchy
Saint-Franchy è un comune francese di 75 abitanti situato nel dipartimento della Nièvre nella regione della Borgogna-Franca Contea.
Nel territorio comunale ha origine la Nièvre de Saint-Franchy, che a Lurcy-le-Bourg si unisce alla Nièvre de Saint-Benin-des-Bois per formare la Nièvre de Prémery (o Petite Nièvre), uno dei componenti della Nièvre, affluente di destra della Loira.

## Società

### Evoluzione demografica
Abitanti censiti